# Psychrophrynella adenopleura
Espèce
Synonymes
- Phrynopus adenopleurus Aguayo-Vedia & Harvey, 2001

Statut de conservation UICN

 VU B1ab(iii)+2ab(iii) : Vulnérable
Psychrophrynella adenopleura est une espèce d'amphibiens de la famille des Craugastoridae.

## Répartition
Cette espèce est endémique de la province de Carrasco dans le département de Cochabamba en Bolivie. Elle se rencontre dans le parc national Carrasco entre 3 250 et 3 400 m d'altitude.

## Description
Les mâles mesurent de 12,84 à 17,44 mm et les femelles de 14,6 à 21,88 mm. 

## Publication originale
- Aguayo-Vedia & Harvey, 2001 : Dos nuevas especies de Phrynopus (Anura: Leptodactylidae) de los bosques nublados de Bolivia. Revista de Biologia Tropical, vol. 49, no 1, p. 333-345 (texte intégral).